# Залесье (Смоленская область)
Залесье — деревня в Демидовском районе Смоленской области России. Входит в состав Дубровского сельского поселения. Население — 20 жителей (2007 год). 
Расположена в северо-западной части области в 10 км к юго-западу от Демидова, в 8 км западнее автодороги Р133 Смоленск — Невель, на берегу реки Черебесна. В 41 км южнее деревни расположена железнодорожная станция Голынки на линии Смоленск — Витебск. 

## История
В годы Великой Отечественной войны деревня была оккупирована гитлеровскими войсками в июле 1941 года, освобождена в сентябре 1943 года.